# Anderson Arboleda
Pour les articles homonymes, voir Arboleda.
Arboleda  Ruiz est un nom espagnol. Le premier nom de famille, en général paternel, est Arboleda ; le second, en général maternel, souvent omis, est Ruiz.
Anderson Arboleda Ruiz, né le 5 juillet 2001 à Medellín, est un coureur cycliste colombien.

## Biographie
En aout 2019, il obtient la médaille d'argent dans la course scratch aux championnats du monde sur piste juniors (moins de 19 ans),.
En 2021, il termine notamment troisième du championnat panaméricain du contre-la-montre chez les espoirs (moins de 23 ans).

## Palmarès sur route

### Par année
- 2021
  - 2e du championnat de Colombie du contre-la-montre espoirs
  -  Médaillé de bronze du championnat panaméricain du contre-la-montre espoirs
- 2023
  - 3e étape du Tour de Colombie des moins de 23 ans

### Classements mondiaux
| Année            | 2021 |
| ---------------- | ---- |
| UCI America Tour | 156e |

## Palmarès sur piste

### Championnats du monde juniors
- Francfort-sur-l'Oder 2019
  -  Médaillé d'argent du scratch

### Championnats panaméricains
- 2019
  -  Champion panaméricain de poursuite par équipes juniors
- San Juan 2023
  -  Médaillé d'argent de la poursuite par équipes
- Asuncion 2025
  -  Médaillé d'argent de la poursuite individuelle
  -  Médaillé de bronze de la poursuite par équipes (avec Juan Esteban Arango, Brayan Sánchez, Nelson Soto et Jordan Parra)

### Jeux d'Amérique centrale et des Caraïbes
- San Salvador 2023
  -  Médaillé d'or de la poursuite par équipes

### Championnats nationaux
- 2018
  -  Champion de Colombie de poursuite par équipes juniors.
- 2019
  -  Champion de Colombie de poursuite par équipes juniors.
- Cali 2021
  -  Champion de Colombie de la course aux points[5].
  -  Médaillé d'argent de l'omnium[6].
- Medellín 2023
  -  Médaillé d'or de la poursuite par équipes (avec Juan Esteban Arango, Weimar Roldán et Brayan Sánchez)[7].
  -  Médaillé d'or de la course aux points[8].
- Juegos Nacionales Eje Cafetero 2023
  -  Médaillé d'or de la poursuite individuelle des XXII Juegos Deportivos Nacionales[9].
  -  Médaillé d'or de la poursuite par équipes des XXII Juegos Deportivos Nacionales (avec Juan Esteban Arango, Weimar Roldán et Brayan Sánchez)[10].
- Medellín 2024
  -  Médaillé d'or de la poursuite individuelle[11].
  -  Médaillé d'or de la poursuite par équipes (avec Juan Esteban Arango, Johan Colón, Weimar Roldán et Alejandro Osorio)[12].
  -  Médaillé d'or de l'omnium[13].